# Kurzfangsperber

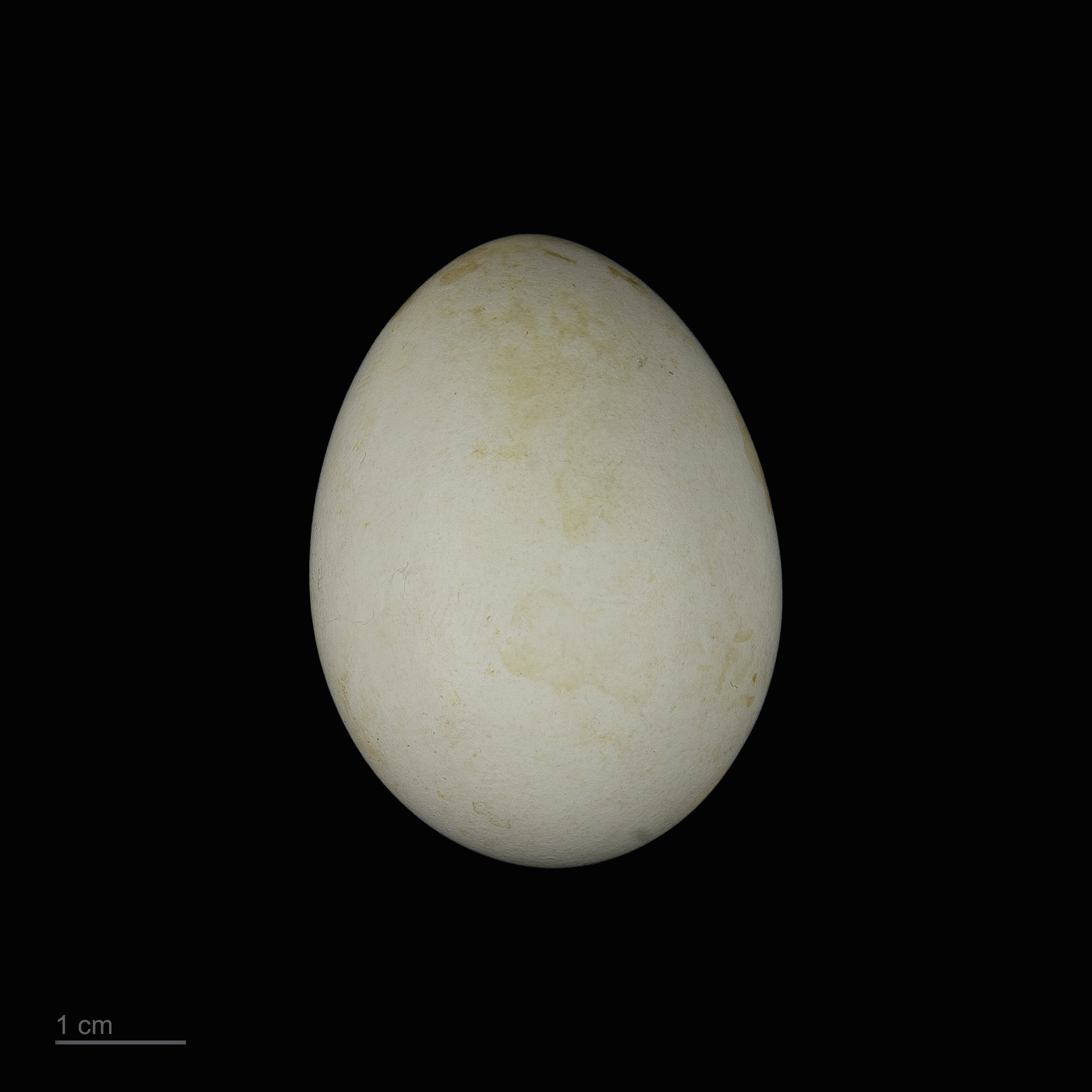
Ei eines Kurzfangsperbers

Der Kurzfangsperber (Tachyspiza brevipes, Synonym: Accipiter brevipes) gehört zur Familie der Habichtartigen (Accipitridae). Die Art gilt als weitgehend unerforscht. In Mitteleuropa kommt der Kurzfangsperber nur im Osten Ungarns vor, wo derzeit maximal fünf Brutpaare brüten.

## Aussehen
Er wird etwa 30 bis 40 Zentimeter lang und erreicht Spannweiten von bis zu 80 Zentimetern.
Die Unterseite der Vögel ist beim Männchen fast weiß, beim Weibchen mit Querbändern durchsetzt.
Im Vergleich zum Sperber ist er schlanker, hat spitzere Flügel mit schwarzen Spitzen und einen kürzeren Schwanz.

## Verbreitung und Lebensraum

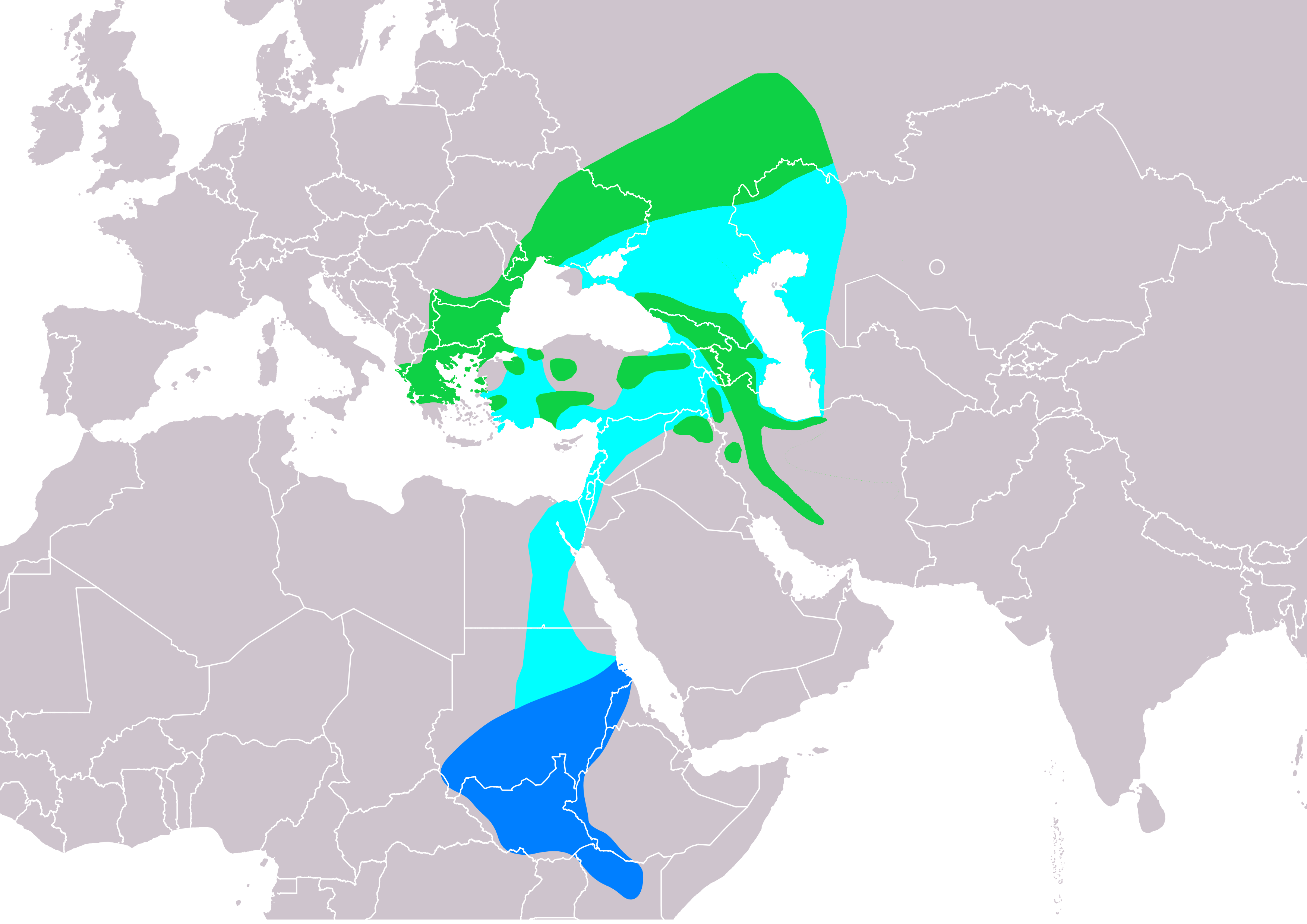
Verbreitungsgebiete des Kurzfangsperbers:
Brutgebiete
Migration
Überwinterungsgebiete

Er ist spärlich in Südosteuropa verbreitet, die meisten leben in einem Streifen nördlich des Schwarzen bis zum Kaspischen Meer im Osten. In Ungarn brüten maximal vier Brutpaare, deswegen wird der Kurzfang-Sperber gelegentlich zur Avifauna Mitteleuropas gerechnet.
Kurzfang-Sperber sind ausgeprägte Zugvögel und ziehen im September konzentriert in ihre Winterquartiere, die eventuell im Süden des Sudan, in Niger, Tschad, Abessinien oder auf der Arabischen Halbinsel liegen.
Er lebt vorwiegend in mit Laubbäumen bewaldeten Gegenden; bevorzugt in hügeliger, abwechslungsreicher Landschaft.

## Ernährung
Sie ernähren sich meist von kleinen Säugetieren, Eidechsen und Insekten, seltener auch von Vögeln. In der Dämmerung jagt der Kurzfang-Sperber auch gezielt nach Fledermäusen. Der Suchflug ist weihenähnlich. Während seiner Nahrungsflüge hagt er besonders häufig an Wald- und Ortsrändern.

## Fortpflanzung
Kurzfangsperber erreichten ihre Geschlechtsreife im ersten Lebensjahr. Sie führen eine monogame Saisonehe.
Der Horst wird in Laubbäumen gebaut, dabei werden bevorzugt Eichen genutzt. Der Nestbau erfolgt überwiegend durch das Weibchen.  Üblicherweise bestehen die Gelege aus drei bis fünf Eiern, die vom Mai bis zum Juniende gelegt werden. Die Eier sind breitoval, blass bläulich bis grünlich oder grau. Die Brutdauer beträgt 29 bis 31 Tage, wobei nur das Weibchen brütet. Die Nestlinge sind mit etwa vierzig bis 45 Tagen flügge. Sie verbleiben nach dem Ausfliegen etwa weitere 15 Tage in Nestnähe.

## Bestand
Der europäische Brutbestand wird auf 3.200 bis 7.700 Brutpaare geschätzt, was zwischen 75 und 94 Prozent des Weltbestandes entspricht. Der europäische Verbreitungsschwerpunkt ist Russland, wo zwischen 1.500 und 3.000 Brutpaare brüten. In Griechenland leben zwischen 1.000 und 2.000 Brutpaare, zwischen 100 und 1.000 Brutpaare kommen in Aserbaidschan und 300 bis 900 Brutpaare in der Türkei vor.

## Belege

### Einzelbelege
1. ↑   Walter Thiede: Greifvögel und Eulen – Alle Arten Mitteleuropas erkennen und bestimmen, BLV Buchverlag, München 2008, ISBN 978-3-8354-0448-9, S. 40
2. ↑   Walter Thiede: Greifvögel und Eulen – Alle Arten Mitteleuropas erkennen und bestimmen, BLV Buchverlag, München 2008, ISBN 978-3-8354-0448-9, S. 40
3. ↑   Bauer et al., S. 333